# Braxetjärnet
Braxetjärnet är en sjö i Dals-Eds kommun i Dalsland och ingår i Göta älvs huvudavrinningsområde. Sjön har en area på 0,0853 kvadratkilometer och ligger 103,4 meter över havet. Sjön avvattnas av vattendraget Stenebyälven (Grorudsälven).

## Delavrinningsområde
Braxetjärnet ingår i det delavrinningsområde (654030-128530) som SMHI kallar för Inloppet i Grann. Medelhöjden är 152 meter över havet och ytan är 4,95 kvadratkilometer. Räknas de 6 avrinningsområdena uppströms in blir den ackumulerade arean 104,63 kvadratkilometer. Stenebyälven (Grorudsälven) som avvattnar avrinningsområdet har biflödesordning 3, vilket innebär att vattnet flödar genom totalt 3 vattendrag innan det når havet efter 212 kilometer. Avrinningsområdet består mestadels av skog (89 procent). Avrinningsområdet har 0,2 kvadratkilometer vattenytor vilket ger det en sjöprocent på 4,1 procent.